# Ratboř
Ratboř (Duits: Ratborsch) is een Tsjechische gemeente in de regio Midden-Bohemen en maakt deel uit van het district Kolín.
Ratboř telt 524 inwoners. Behalve Ratboř vallen ook de plaatsen Sedlov en Těšísky onder deze gemeente. In de gemeente ligt het treinstation stanice Ratboř aan de spoorlijn Kolín - Uhlířské Janovice - Ledečko.

## Geschiedenis
De eerste vermelding over Ratboř komt voor in het jaar 1352.

## Aangrenzende gemeenten
| Aangrenzende gemeenten | Aangrenzende gemeenten | Aangrenzende gemeenten     | Aangrenzende gemeenten | Aangrenzende gemeenten |
| ---------------------- | ---------------------- | -------------------------- | ---------------------- | ---------------------- |
|                        |                        | Kbel                       |                        | Pašinka                |
|                        |                        |                            |                        |                        |
| Kořenice               | Červené Pečky          |                            |                        |                        |
|                        |                        |                            |                        |                        |
|                        |                        | Suchdol (Okres Kutná Hora) |                        |                        |